# Chrysospalax villosus
Chrysospalax villosus là một loài động vật có vú trong họ Chrysochloridae, bộ Afrosoricida. Loài này được A. Smith mô tả năm 1833.